# Teodor Howel
Teodor Howel (de Hovel) (zm. w 1753 roku) – sekretarz pieczęci Jego Królewskiej Mości i sekretarz pieczęci większej koronnej, kanonik katedralny gnieźnieński, scholastyk inflancki, kanonik pułtuski, proboszcz ropczyński, sekretarz królewski, regent kancelarii większej koronnej.
Studiował w Akademii Krakowskiej, gdzie uzyskał doktorat obojga praw. W 1740 roku Wilhelm Robertson przybrał go koadiutorem kanonii doktorskiej gnieźnieńskiej fundi Jezierzany. 